# Калиофилит
Калиофили́т — минерал, принадлежащий к группе нефелина. Представляет собой комплексный силикат калия и алюминия KAlSiO4 с примесями Fe, Ca, Na.
Год открытия — 1886.